# Museu Nacional do Bangladesh
O Museu Nacional do Bangladesh (Bengali: বাংলাদেশ জাতীয় যাদুঘর), inicialmente estabelecido a 20 de Março de 1913, ainda que com outro nome, e formalmente inaugurado a 7 de Agosto de 1913, recebeu o estatuto de museu nacional do Bangladexe a 17 de Novembro de 1983. Localiza-se em Shahbag, Daca.
O Museu dispõe de vários departamentos como o de etnografia e artes decorativas, o departamento de História e Arte Clássica, o departamento de História Natural e o departamento de História Contemporânea.

## Térreo
O piso térreo é composto por algumas armas antigas na entrada e no salão onde as pessoas reservam seus ingressos ou se reúnem para ouvir a história do museu. O salão leva a uma grande escadaria. Ao lado do salão, há uma sala menor que também atua como o salão (também é usado pelos guias para informar os visitantes sobre a história) e uma simples escada.

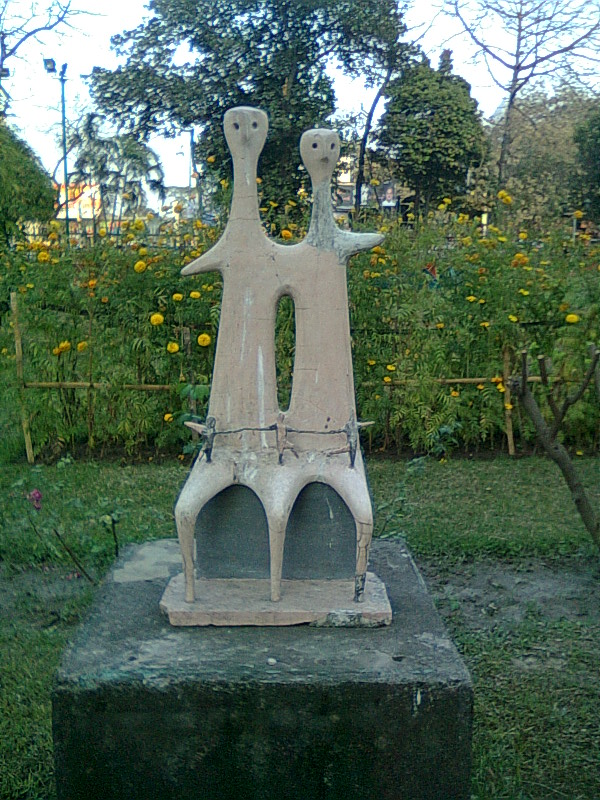
Composition, Novera Ahmed
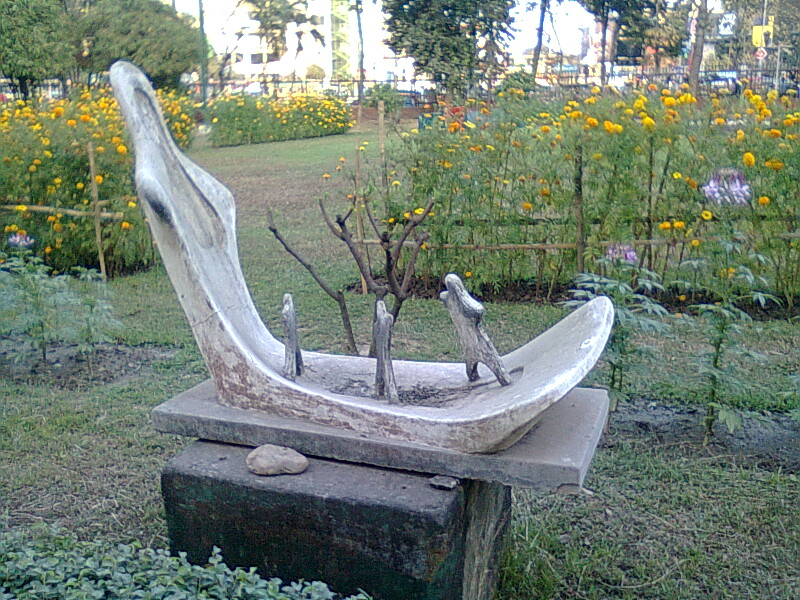
Reclining Figure, Novera Ahmed
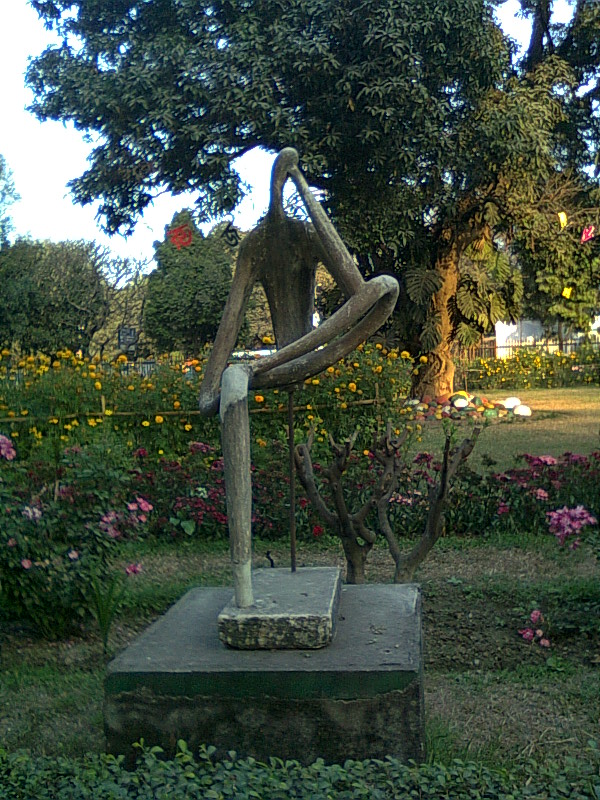
Seated Woman, Novera Ahmed
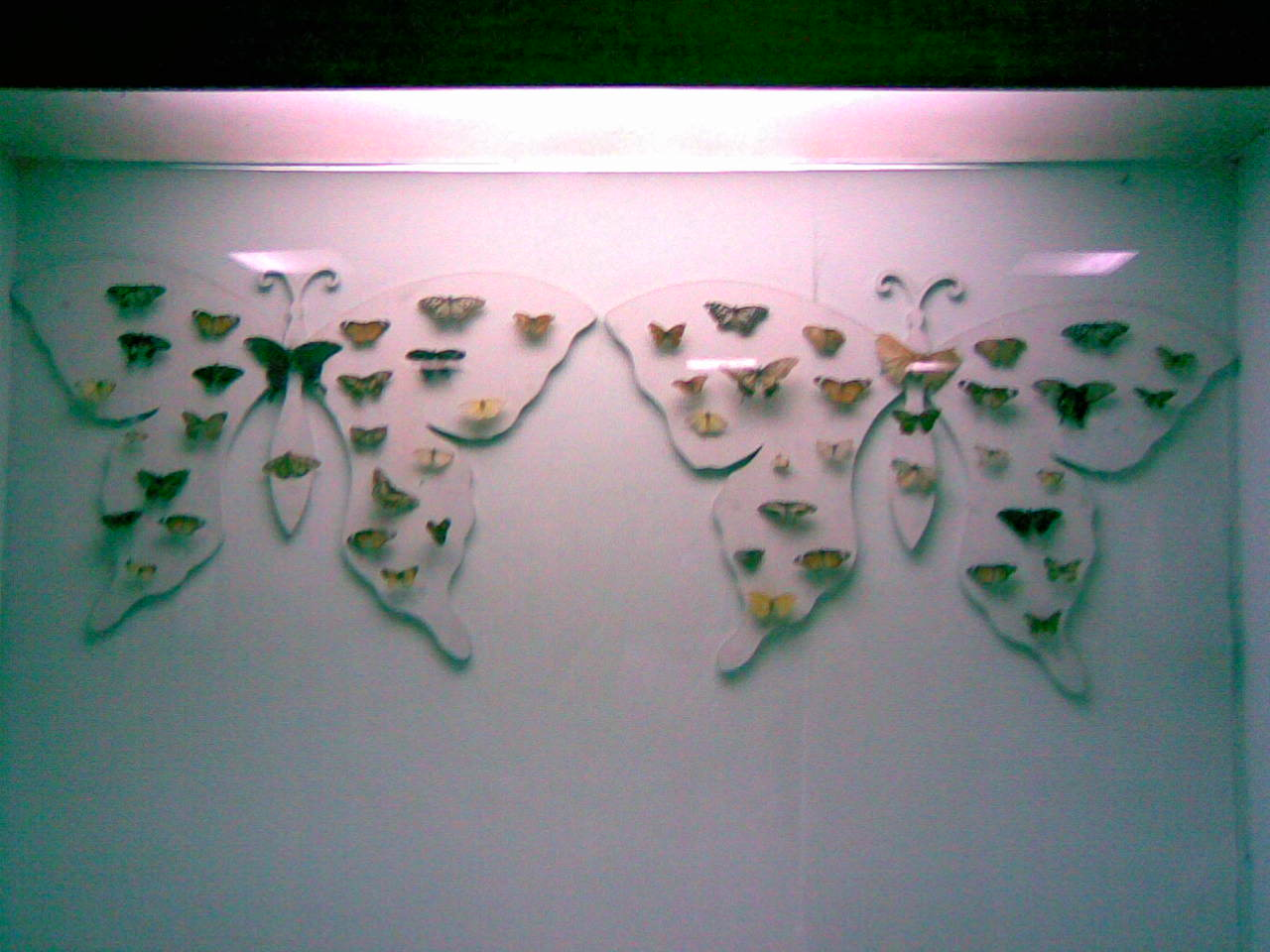
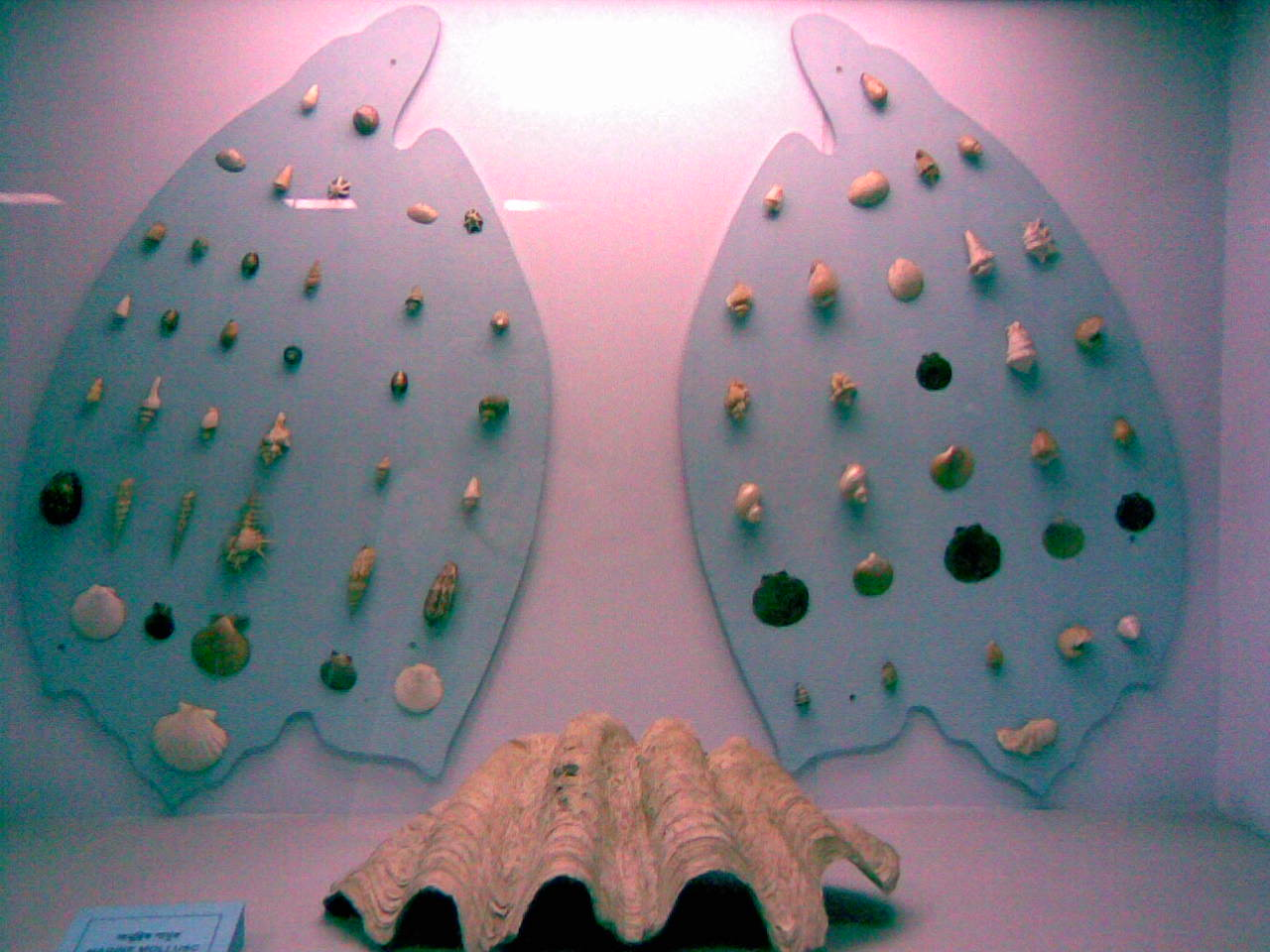
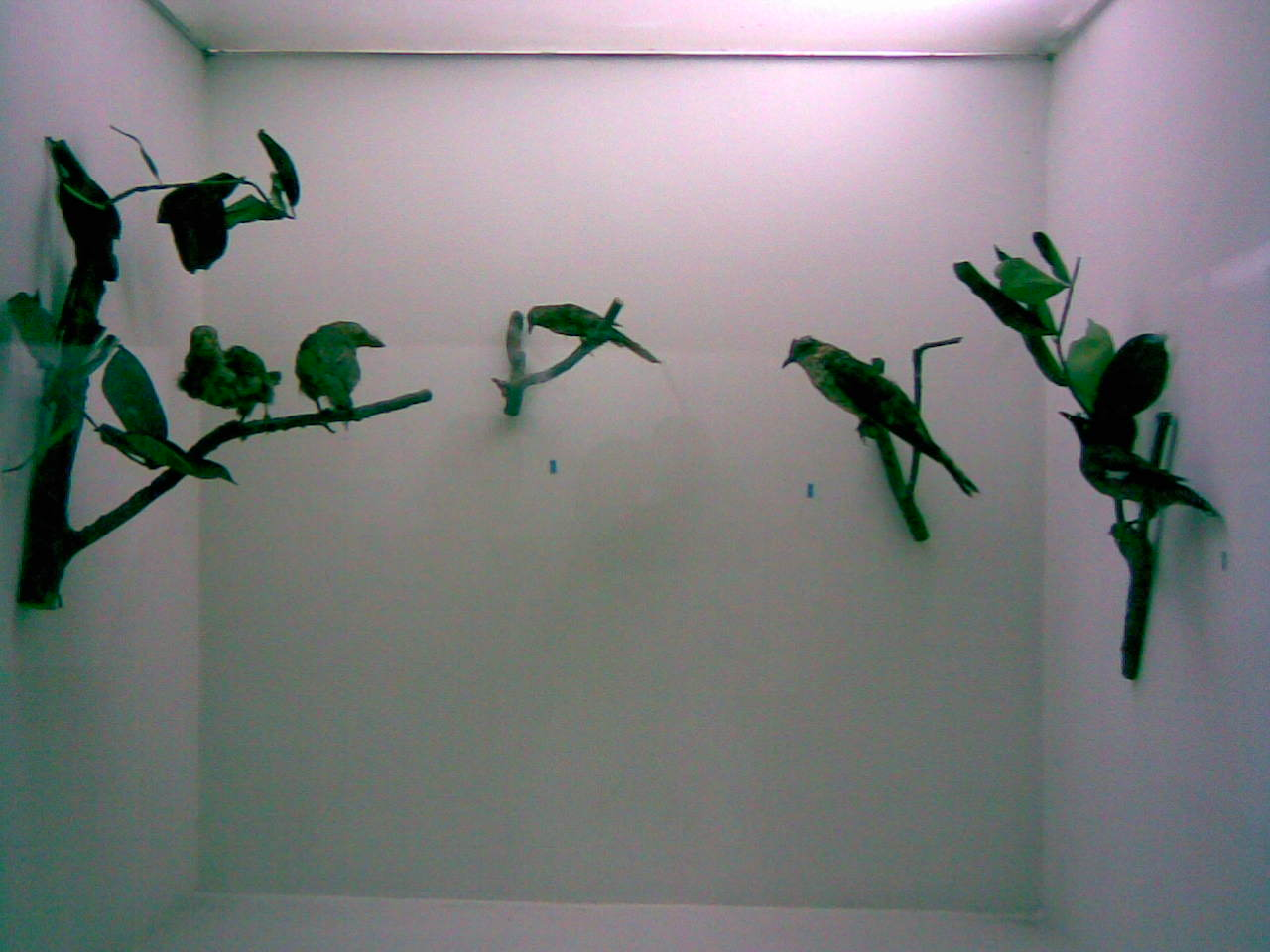
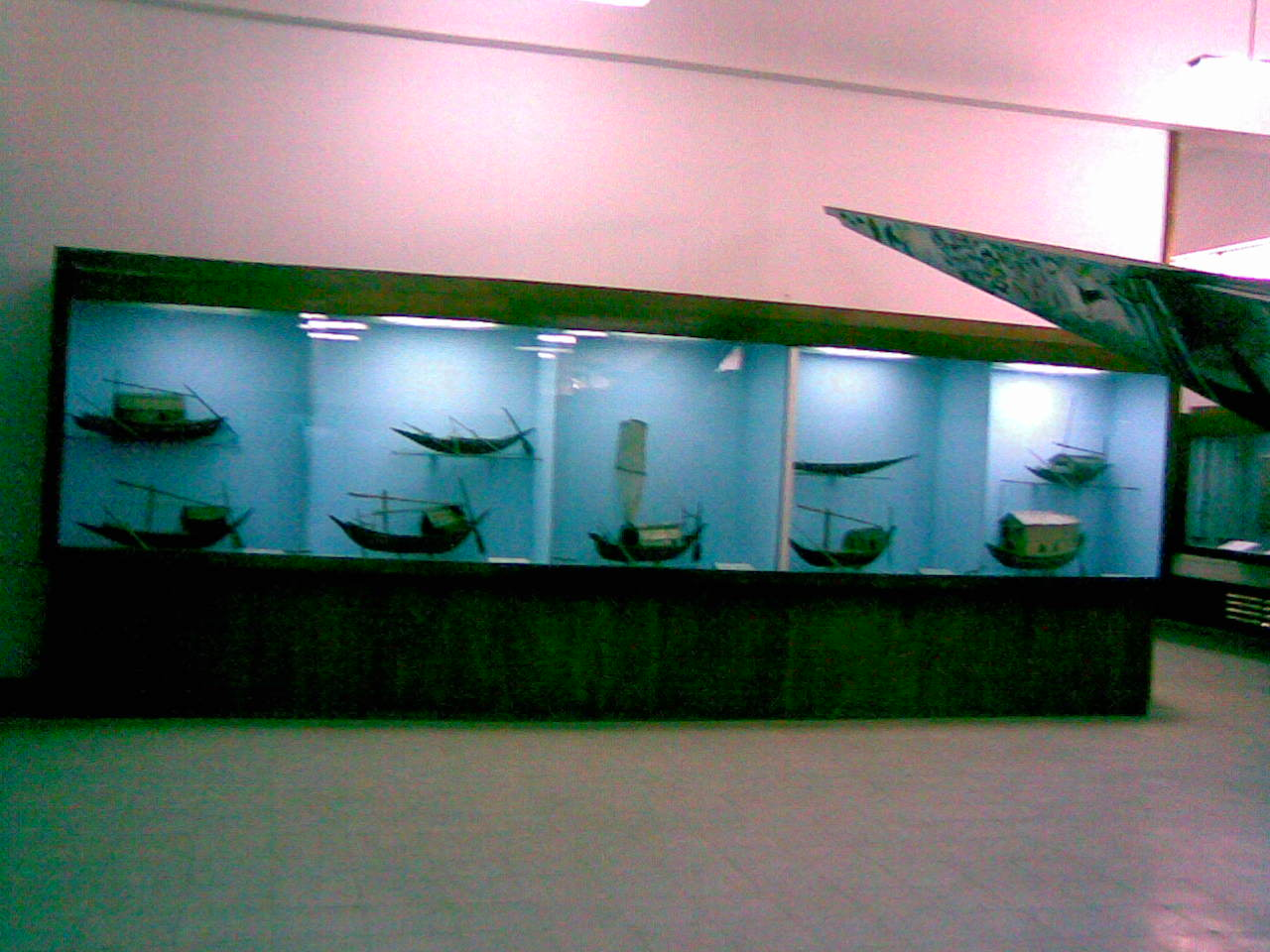
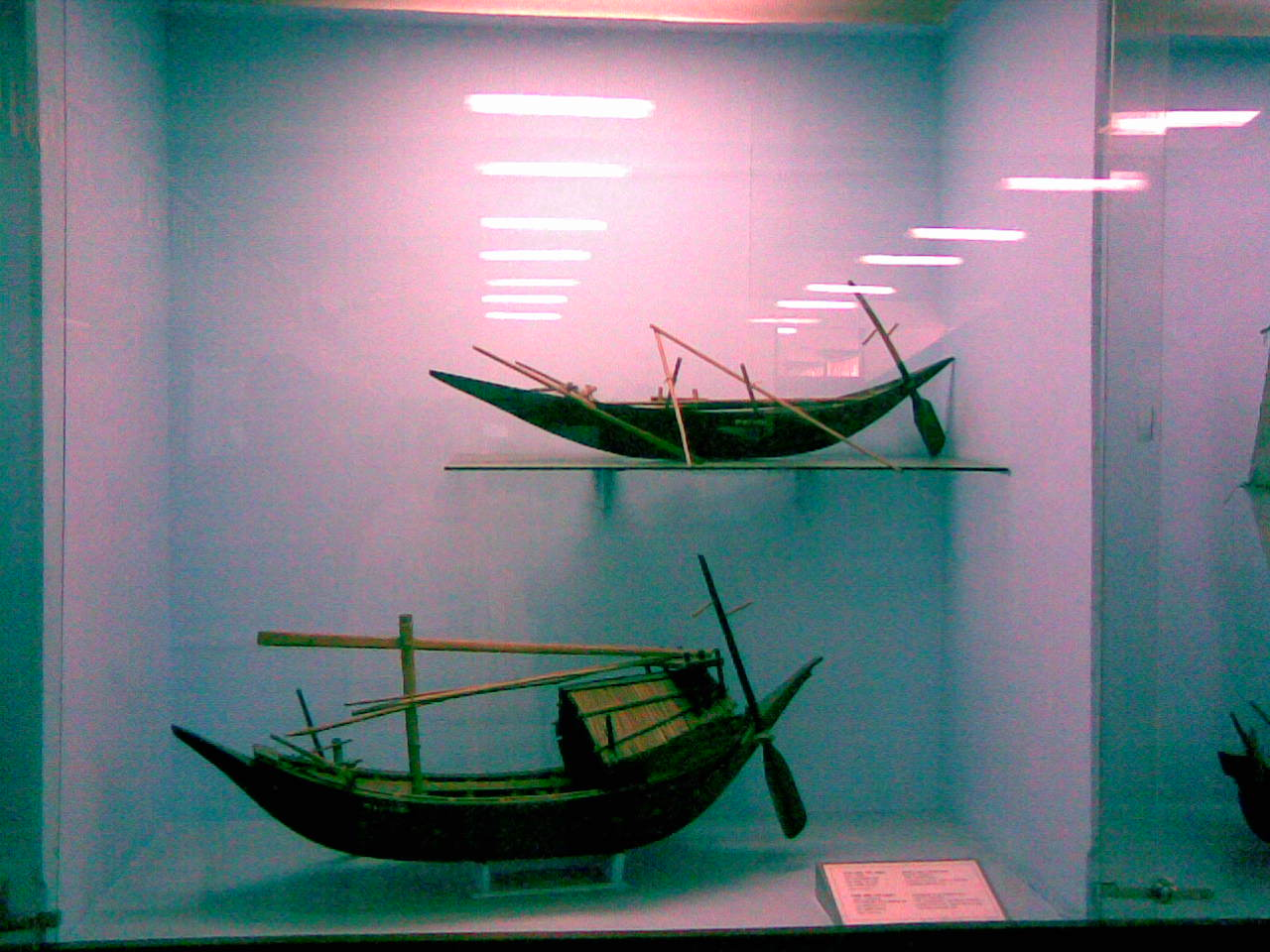
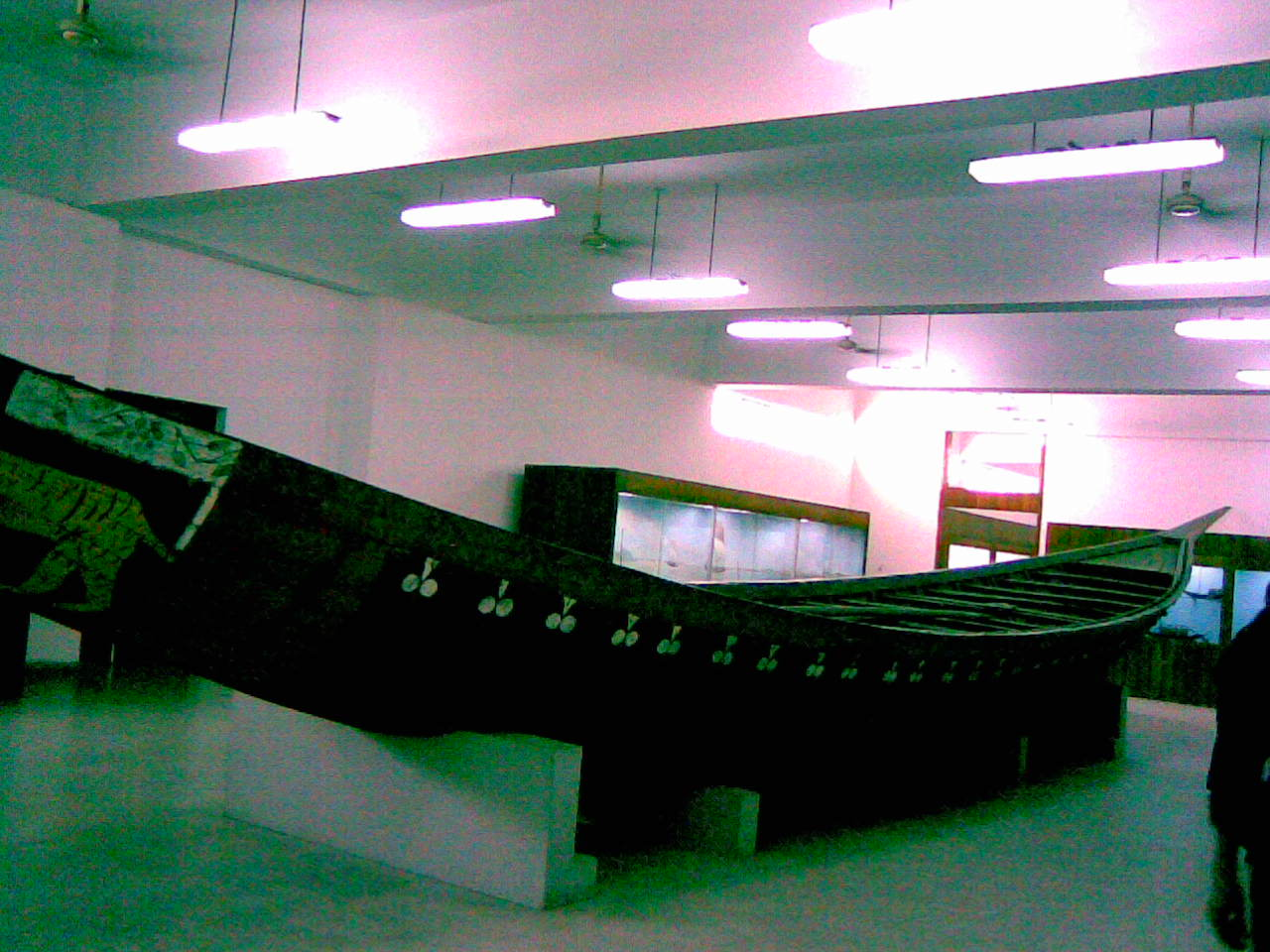
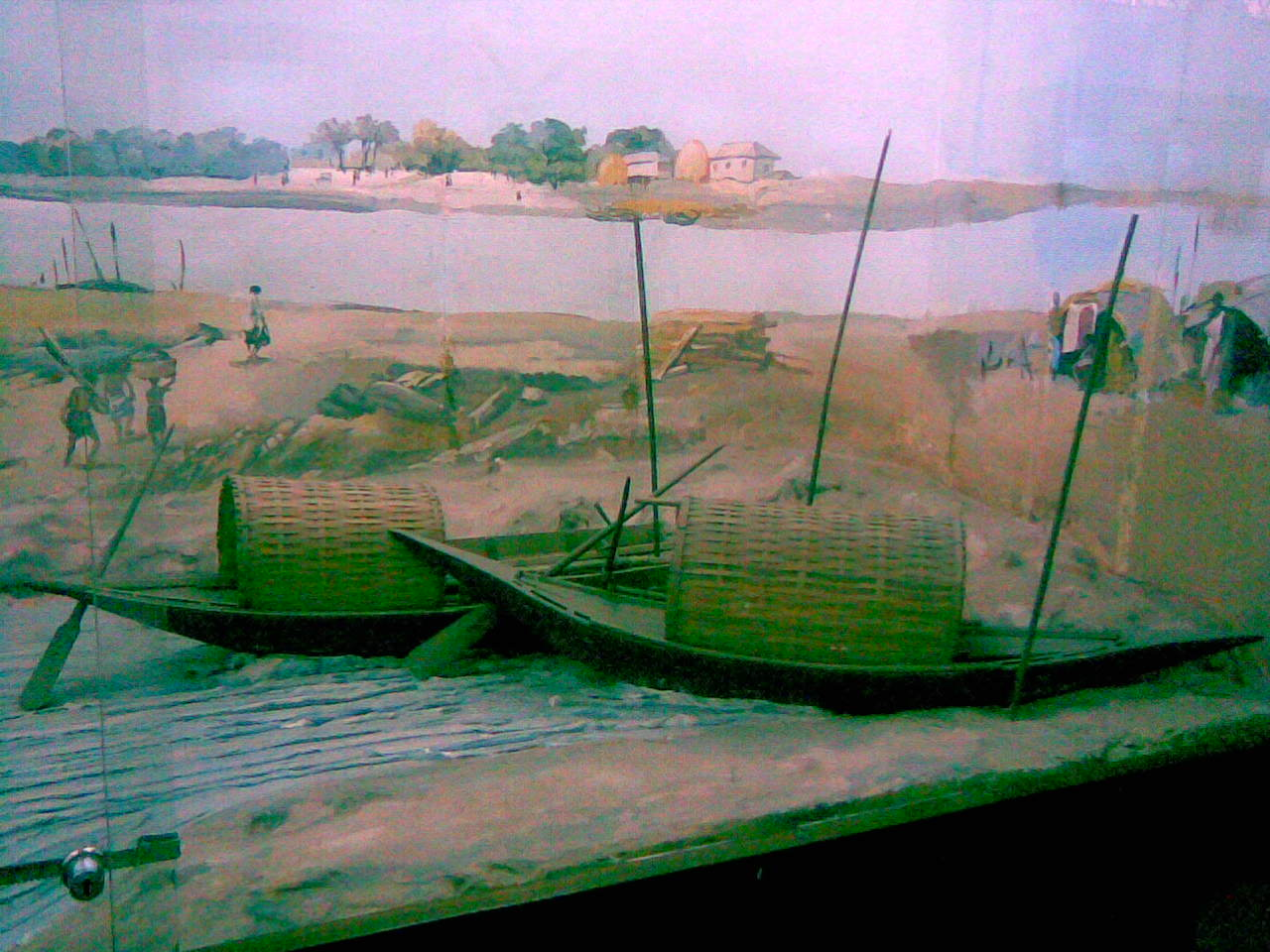
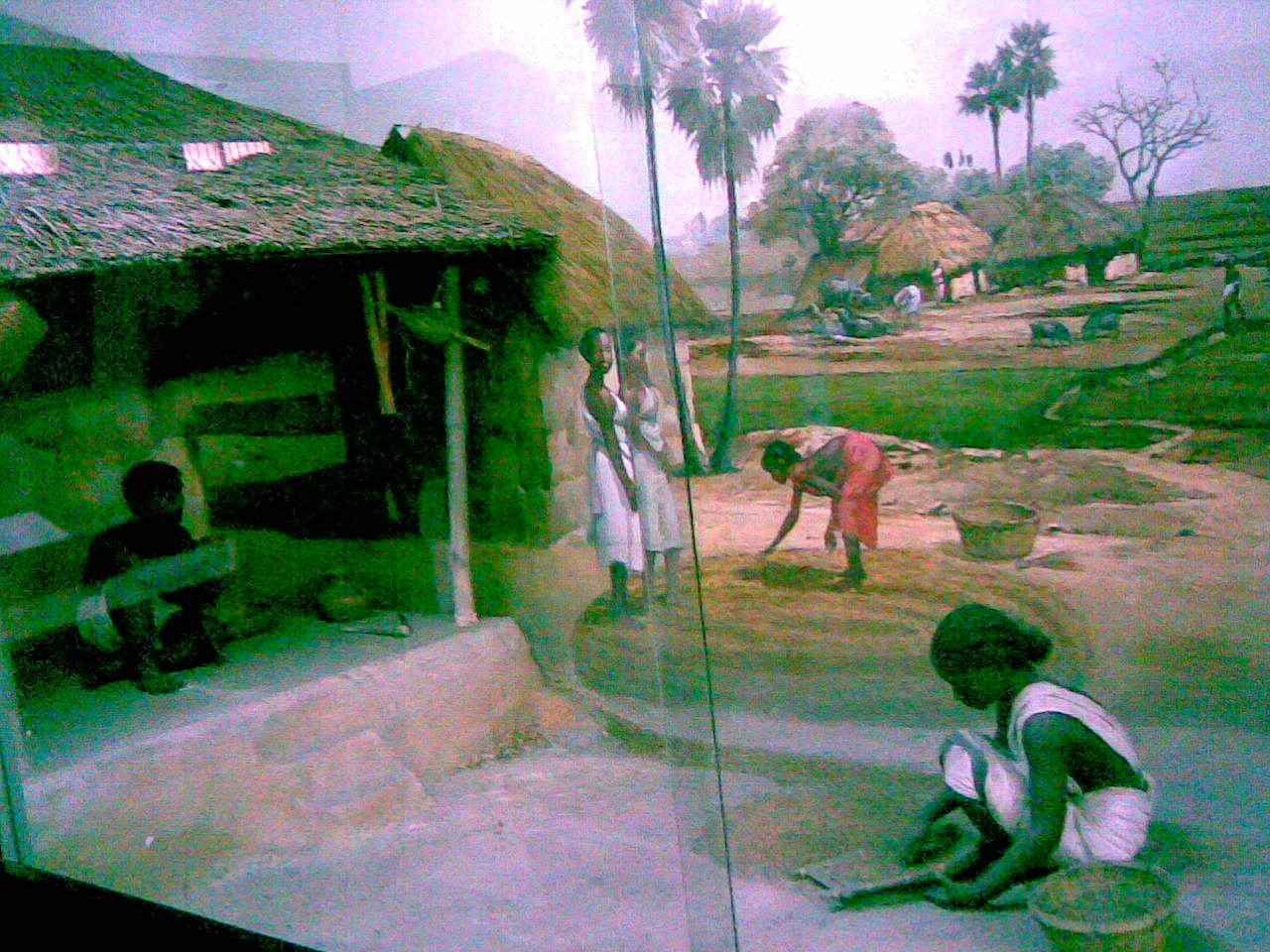
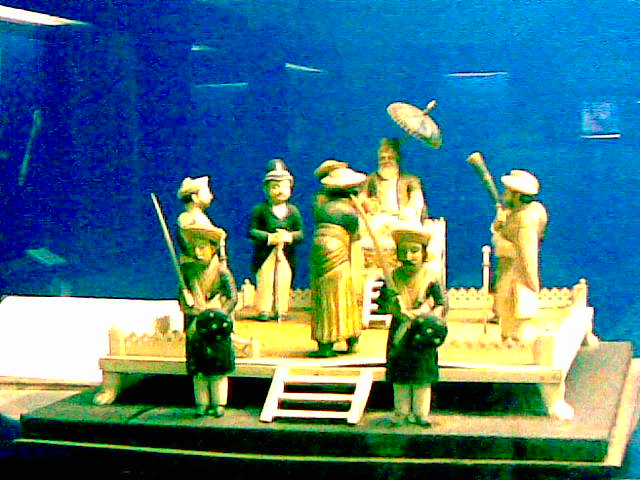